# Рівень готовності технології

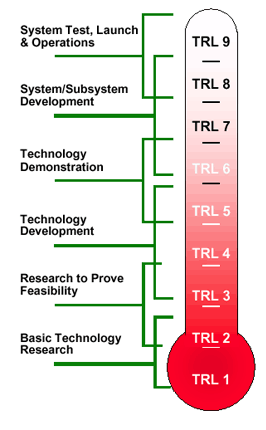
Рівні готовності технології НАСА

Рівні готовності технологій (РГТ) — це метод оцінки зрілості технологій на етапі придбання у програмі, розробленій у НАСА в 1970-ті. Використання РГТ дозволяє послідовно, уніфіковано розглядати технічну зрілість різних типів технологій. РГТ визначають під час оцінки готовності технології, що полягає у вивченні програмних концепцій, технологічних вимог та продемонстрованих технологічних можливостей. РГТ базуються на шкалі від 1 до 9, де 9 є найбільш зрілою технологією. Міністерство оборони США використовувало шкалу для закупівель з початку 2000-х. До 2008 року шкалу також використовували в Європейському космічному агентстві (ЄКА). Європейська комісія у 2010 році порадила організаторам науково-дослідних та інноваційних проєктів, що фінансуються ЄС, прийняти шкалу. РГТ було використано в 2014 році в ЄС у програмі Horizon 2020. У 2013 році шкалу РГТ було додатково закріплено стандартом ISO 16290:2013. Комплексний підхід до РГТ та їх обговорення опублікувала Європейська асоціація дослідницьких та технологічних організацій (EARTO). Докладну критику щодо прийняття шкали РГТ Європейським Союзом було опубліковано в The Innovation Journal, в якому зазначалося, що «конкретність і точність шкали РГТ поступово зменшуються, оскільки її використання поширюється поза вихідним контекстом (космічними програмами)».

## Історія
Рівні технологічної готовності спочатку були задумані в НАСА в 1974 році і формально визначені в 1989 році. Первісне визначення включало сім рівнів, але в 1990-х роках НАСА прийняло нинішню дев'ятирівневу шкалу, яка згодом отримала широке визнання.
Оригінальні визначення РГТ НАСА (1989)
Рівень 1 — Було спостережено та прозвітовано про основні принципи: Рівень 2 — Потенційне застосування перевірене: Рівень 3 — Доказ концепції продемонстровано аналітично та/або експериментально: Рівень 4 — Компонент та / або макет перевірено лабораторно: Рівень 5 — Компонент та / або макет, перевірені в модельованому або реальному просторі: Рівень 6 — Адекватність системи підтверджена в модельованому середовищі: Рівень 7 — Адекватність системи підтверджена в космосі
Методологія РГТ була викладена Станом Садіном у штаб-квартирі NASA у 1974 році. На той момент Рей Чейз був представником підрозділу рушія JPL у команді розробників Jupiter Orbiter. За пропозицією Стана Садіна пан Чейз використав цю методологію для оцінки технологічної готовності запропонованої конструкції космічного корабля JPL Jupiter Orbiter. Пізніше пан Чейз провів рік у штаб-квартирі НАСА, допомагаючи Садіну в інституціоналізації методології РГТ. Пан Чейз приєднався до ANSER у 1978 році, де використовував методологію РГТ для оцінки технологічної готовності пропонованих програм розвитку ВПС. Протягом 1980-х та 90-х він опублікував кілька статей про багаторазові ракети-носії, використовуючи методологію РГТ. Вони задокументували розширену версію методології, яка включала засоби проектування, випробувальні установки та готовність до виробництва за програмою ВПС «Have Not». Менеджер програми «Have Not», Грег Дженкінс та Рей Чейз опублікували розширену версію методології РГТ, яка включала проектування та виготовлення. Леон Мак-Кінні та пан Чейз використовували розширену версію для оцінки технологічної готовності концепції космічного транспорту з багаторазовим використанням (Highly Reusable Space Transportation, «HRST») команди ANSER. ANSER також створив адаптовану версію методології РГТ для пропонованих програм Агентства національної безпеки.
Повітряні сили США прийняли використання рівнів готовності технології в 1990-х.
У 1995 році John C. Mankins, NASA, написав документ, в якому обговорювалося використання РГТ НАСА, розширено масштаб і запропоновано розширені описи для кожного РГТ. У 1999 році Рахункова палата США підготувала звіт що вивчав відмінності в передачі технології між Міністерством оборони США та приватним сектором. Вона дійшла висновку, що Міністерство оборони переживає більші ризики та намагається перейти на нові технології з меншим рівнем зрілості, ніж приватна промисловість. Рахункова палата дійшла висновку, що використання незрілих технологій збільшує загальний ризик для програм. Рахункова палата рекомендувала Міністерству оборони США ширше використовувати рівні готовності технології як засіб оцінки зрілості технологій до переходу. У 2001 р. заступник заступника міністра оборони з питань науки і технологій видав меморандум, який схвалював використання РГТ у нових основних програмах. Керівництво з оцінки зрілості технологій було включено до Посібника із придбання оборонних засобів. Згодом Міністерство оборони США розробило детальні вказівки щодо використання РГТ у посібнику з оцінки готовності технологій Міністерства оборони США 2003 року.
Через відповідність середовищу поселення групою інженерів НАСА (Ян Конноллі, Кеті Доуес, Роберт Говард та Ларрі Тупс) були сформовані «Рівні готовності до поселення (HRL)». Вони були створені для задоволення вимог поселення та аспектів дизайну у відповідності з уже встановленими та широко використовуваними стандартами різними відомствами, включаючи РГТ НАСА.

### У Європейському Союзі
Європейське космічне агентство прийняло шкалу РГТ у середині 2000-х. Його посібник уважно слідує за визначенням РГТ НАСА. Універсальне використання РГТ у політиці ЄС було запропоновано у підсумковому звіті першої групи експертів високого рівня з ключових технологій, що сприяють розвитку, і справді було впроваджено в подальшій рамковій програмі ЄС під назвою H2020, яка діяла з 2013 по 2020 рік. Це означає не тільки космічні та збройні програми, а все, починаючи від нанотехнологій і закінчуючи інформатикою та технологіями зв'язку.

## Поточні визначення РГТ

### Поточне використання НАСА
Поточна дев'ятибальна шкала НАСА:
РГТ 1 — Було спостережено та прозвітовано про основні принципи;
РГТ 2 — Сформульована концепція технології та/або застосування;
РГТ 3 — Аналітичне та експериментальне доведення концепції критичної функції та/або характеристики;
РГТ 4 — Валідація компонентів та/або макетів у лабораторних умовах;
РГТ 5 — Перевірка компонентів та/або макетів у відповідному середовищі;
РГТ 6 — Демонстрація моделі/підсистеми або демонстрація прототипу у відповідному середовищі (земля або космос);
РГТ 7 — Демонстрація прототипу системи в космічному середовищі;
РГТ 8 — Фактична система виконана та «кваліфікована до польоту» за допомогою випробувань та демонстрації (наземної чи космічної);
РГТ 9 — Фактична система «перевірена в польоті» завдяки успішним виконанням місії

### Європейський Союз
РГТ в Європі такі:
РГТ 1 — Було спостережено основні принципи;
РГТ 2 — Сформульована концепція технології;
РГТ 3 — Експериментальне підтвердження концепції;
РГТ 4 — Технологія, перевірена в лабораторії;
РГТ 5 — Технологія, перевірена у відповідному середовищі (релевантне промислове середовище у випадку ключових технологій, що сприяють розвитку);
РГТ 6 — Технологія, продемонстрована у відповідному середовищі (релевантне промислове середовище у випадку ключових технологій, що сприяють розвитку);
РГТ 7 — Демонстрація прототипу системи в робочому середовищі;
РГТ 8 — Система повна та кваліфікована;
РГТ 9 — Фактична система, перевірена в робочому середовищі (конкурентоспроможне виробництво у випадку ключових технологій, що сприяють, або в космосі)

## Інструменти оцінки
Калькулятор рівня готовності технологій був розроблений ВПС США. Цей інструмент — це стандартний набір питань, реалізований у Microsoft Excel, який забезпечує графічне відображення досягнутих РГТ. Цей інструмент призначений для надання короткого огляду зрілості технологій у певний момент часу.
DAU Decision Point (DP) Tool спочатку називався Модель управління технологічними програмами (Technology Program Management Model, TPMM), був розроблений Армією США а пізніше прийнятий Університетом оборонного набуття (Defense Acquisition University, DAU). DP/TPMM — це модель діяльності з високою точністю, яка базується на РГТ, і забезпечує гнучкий інструмент управління, який допомагає менеджерам технологій у плануванні, управлінні та оцінці їх технологій для успішного переходу технологій. Модель забезпечує основний набір заходів, що включає завдання системотехніки та управління програмами, пристосований до цілей розвитку технологій та управління. Цей підхід є всеосяжним, проте він консолідує складні заходи, які мають значення для розробки та переходу конкретної технологічної програми в одну інтегровану модель.

## Використання
Основною метою використання рівнів технологічної готовності є допомога керівництву у прийнятті рішень, що стосуються розвитку та переходу технології. Це слід розглядати як один із декількох інструментів, необхідних для управління прогресом науково-дослідної діяльності в організації.
Серед переваг РГТ:
- Забезпечує загальне розуміння статусу технології
- Управління ризиками
- Використовується для прийняття рішень щодо фінансування технологій
- Використовується для прийняття рішень щодо переходу технології

Деякі характеристики РГТ, що обмежують їх корисність:
- Готовність не обов'язково відповідає відповідності чи зрілості технологій
- Зрілий продукт може мати більший або менший ступінь готовності до використання в конкретному контексті системи, ніж той, що має нижчий термін зрілості
- Необхідно враховувати численні фактори, включаючи відповідність робочого середовища продуктів до розглянутої системи, а також невідповідність архітектури продукту-системи.

Сучасні моделі РГТ, як правило, не враховують негативні фактори та фактори застарівання. Були зроблені пропозиції щодо включення таких факторів до оцінок.
Для складних технологій, що включають різні етапи розробки, розроблена більш детальна схема, яка називається Матриця шляху до готовності технології, починаючи від базових одиниць і до застосування у суспільстві. Цей інструмент має на меті показати, що рівень готовності технології базується на менш лінійному процесі, але на більш складному шляху її застосування у суспільстві.